# Ніпель (трубка)

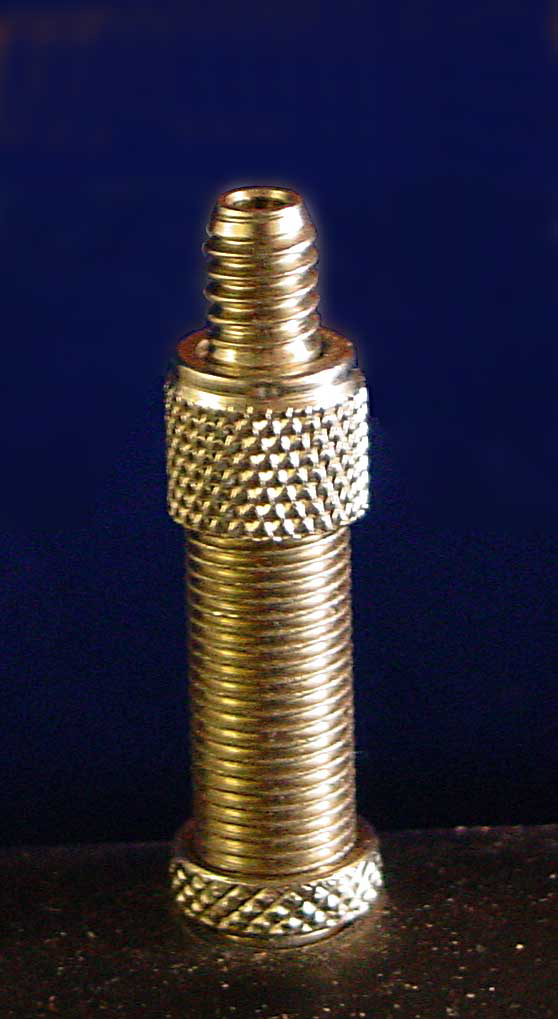
Ніпель велосипедного колеса

Ніпельне з'єднання на основі конічного ніпеля за ГОСТ 28016-89: 1 — Штуцер; 2 — Гайка; 3 — Ніпель

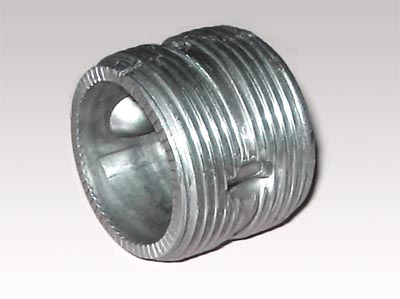
Радіаторний ніпель

Ні́пель (від англ. nipple — «патрубок, пипка») — сполучна трубка, що призначена для тимчасового або постійного герметичного сполучення трубопроводу з іншим трубопроводом або штуцером, зазвичай оснащена для цього різзю або місцем під зварювання чи паяння для приєднання до трубопроводу. З'єднання трубопроводу з використанням ніпеля носить назву «ніпельне з'єднання».

## Види ніпелів
1. Ніпель для тимчасового сполучення зазвичай оснащується одностороннім клапаном і використовується у різноманітних пневматичних (надувних) засобах, як то, шини транспортних засобів, рятувальні плоти та жилети, м'ячі, надувні матраци тощо.
2. Ніпелі з циліндричною різзю, що служать для сполучення водогазопровідних труб з умовними проходами від 8 мм до 100 мм, із застосуванням защільника в системах опалення, водопроводів, газопроводів та інших системах, що працюють в мовах неагресивних середовищ (вода, насичена водяна пара, горючий газ тощо) при температурі середовища не вище 175 °С і тиску p = 1,6 МПа.
3. Ніпелі конічні та сферичні для з'єднання трубопроводів:
- внутрішньому (ГОСТ 16040-70[2] припайні для трубопроводів із зовнішнім діаметром від 6 до 38 мм, ГОСТ 16043-70[3] приварні для трубопроводів із зовнішнім діаметром від 18 до 38 мм, за ГОСТ 23355-78[4] приварні для трубопроводів із зовнішнім діаметром від 4 до 38 мм);
- зовнішньому (за ГОСТ 13956-74[5] для трубопроводів із зовнішнім діаметром від 3 до 38 мм, за ГОСТ 28016-89[6] для трубопроводів із зовнішнім діаметром від 6 до 42 мм).

4. У випадку постійного сполучення трубопроводів ніпель може додатково виконувати роль силового кріплення, як то сантехнічний радіаторний ніпель використовується для сполучення між собою секцій батарей опалення і виконується на своїх кінцях з лівою і правою різзю, що дозволяє, при обертанні його спеціальним ніпельним ключем, стискувати між собою дві секції.